# جيوفري جونز (مخرج)
جيوفري جونز (بالإنجليزية: Geoffrey Jones)‏ هو مخرج بريطاني، ولد في 27 نوفمبر 1931 في لندن في المملكة المتحدة، وتوفي في 21 يونيو 2005 في المملكة المتحدة.

## وصلات خارجية
- جيوفري جونز على موقع IMDb (الإنجليزية)
- جيوفري جونز على موقع ألو سيني (الفرنسية)
- جيوفري جونز على موقع قاعدة بيانات الفيلم (الإنجليزية)
- جيوفري جونز على موقع كينوبويسك (الروسية)